# Буенда
Буенда — река в России, протекает по Башкортостану. Устье реки находится в 60 км по правому берегу реки Сим. Длина реки составляет 15 км. В 5,4 км от устья по левому берегу впадает река Кульмоста.

## Данные водного реестра
По данным государственного водного реестра России относится к Камскому бассейновому округу, водохозяйственный участок реки — Сим от истока и до устья, речной подбассейн реки — Белая. Речной бассейн реки — Кама.
Код объекта в государственном водном реестре — 10010200612111100019409.